# أيمي مايو
أيمي مايو (بالإنجليزية: Aimee Mayo)‏ هي كاتبة غنائية أمريكية، ولدت في 28 سبتمبر 1971 في غادسدن في الولايات المتحدة.

## وصلات خارجية
- الموقع الرسمي
- أيمي مايو على موقع IMDb (الإنجليزية)
- أيمي مايو على موقع ميوزك برينز (الإنجليزية)
- أيمي مايو على موقع ديسكوغز (الإنجليزية)
- أيمي مايو على موقع قاعدة بيانات الفيلم (الإنجليزية)